# Zielony Dół
Zielony Dół est une localité polonaise de la voïvodie de Poméranie et du powiat de Puck.